# Missão das Nações Unidas e da União Africana em Darfur

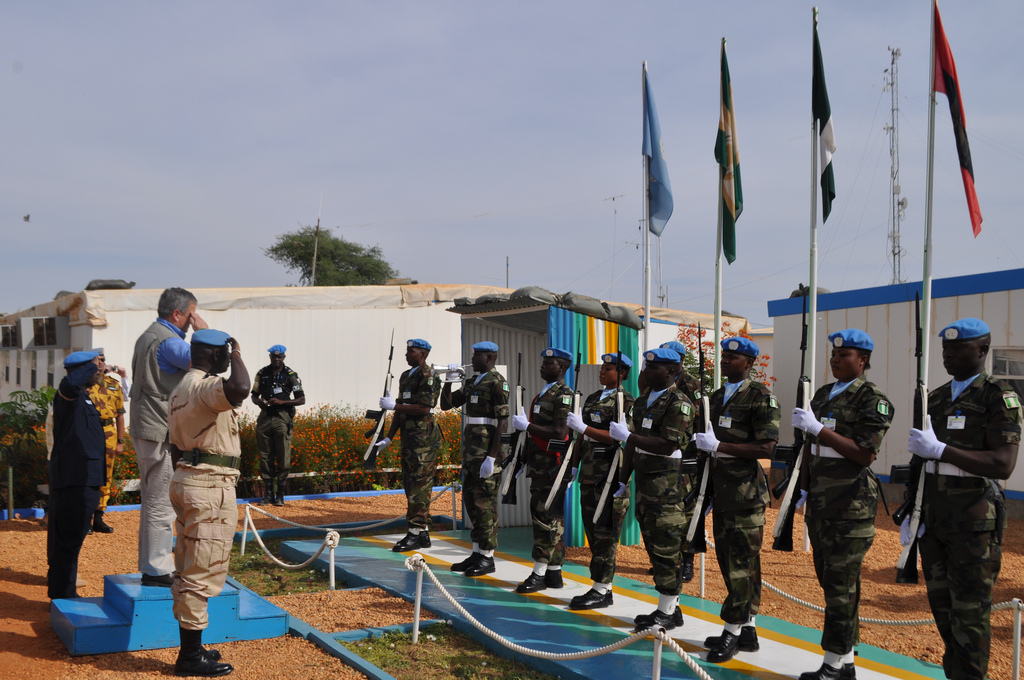
Forças da UNAMID

A UNAMID (United Nations African Union Mission in Darfur, ou Missão das Nações Unidas e da União Africana em Darfur) é uma força de paz iniciada pela União Africana e, mais tarde (2007) integrada pelas Forças de Manutenção da Paz da ONU, para tentar proteger os cerca de três milhões de deslocados na região de Darfur, no Sudão.